# Б'євр (кантон)
Б'євр (фр. Bièvres) — кантон у Франції, в департаменті Ессонн регіону Іль-де-Франс. Кантон Бівер був організований навколо комуни Бівер в окрузі Палезо. Висота над рівнем моря коливається від п'ятдесяти двох метрів у Вер'єр-ле-Бюссон до ста сімдесяти восьми метрів у Біврі, середня висота становить сто двадцять два метри.

## Склад кантону
Кантон включає в себе 6 муніципалітетів:
| Муніципалітет      | Площа | Населення, осіб | Рік  |
| ------------------ | ----- | --------------- | ---- |
| Б'євр              | 9,69  | 4982            | 2007 |
| Верр'єр-ле-Бюїссон | 9,91  | 15805           | 2007 |
| Воаллан            | 3,34  | 2004            | 2007 |
| Вільє-ле-Бакль     | 6,03  | 1150            | 2007 |
| Сакле              | 13,65 | 3013            | 2007 |
| Сент-Обен          | 3,57  | 641             | 2007 |

## Консули кантону
| Період    | Консул            | Посада                                           |
| --------- | ----------------- | ------------------------------------------------ |
| 1967—1988 | Jean Simonin      | Мер муніципалітету Верр'єр-ле-Бюїссон, сенатор   |
| 1988—2001 | Bernard Mantienne | Мер муніципалітету Верр'єр-ле-Бюїссон            |
| 2001—2014 | Thomas Joly       | Заступник мера муніципалітету Верр'єр-ле-Бюїссон |

| Франція | Це незавершена стаття з географії Франції. Ви можете допомогти проєкту, виправивши або дописавши її. |